# 18 février en sport
18 janvier 18 mars
Chronologies thématiques
- Croisades
- Ferroviaires
- Disney

Le 18 février (49e jour de l'année) en sport.

## Événements

### XIXesiècle
- 1879 :
  - (Baseball) : à la suite du retrait des clubs canadiens, l’International Association of Baseball devient la National Association.
- 1882 :
  - (Football) : premier match officiel de Équipe d'Irlande du Nord de football. À cette occasion, l'Angleterre s'impose 13-0.
  - (Rugby à XV) : malgré les deux essais écossais, l'Écosse et l'Irlande font un match nul sans point lors du test match disputé à Hamilton Crescent à Glasgow[1].

### XXesièclede1901à1950
- 1921 :
  - (Hockey sur glace) : la Suède remporte le championnat d'Europe.
- 1932 :
  - (Football américain) : les Bears de Chicago champions de la National Football League.

### XXesièclede1951à2000
- 1960 :
  - (Jeux olympiques) : à Squaw Valley, clôture des Jeux olympiques d'hiver de 1960.
- 1968 :
  - (Jeux olympiques) : à Grenoble, clôture des Jeux olympiques d'hiver de 1968.
- 1973 :
  - (Rallye automobile) : arrivée du Rallye de Suède.
- 1979 :
  - (Rallye automobile) : arrivée du Rallye de Suède.
- 1996 :
  - (Athlétisme) : le Namibien Frank Fredericks établit un nouveau record du monde du 200 mètres en salle avec un chrono de 19 min 92 s lors du meeting du Pas-de-Calais.

### XXIesiècle
- 2005 :
  - (Athlétisme) : déjà détentrice du record du monde du saut à la perche en salle, la Russe Yelena Isinbayeva améliore la meilleure performance de tous les temps en franchissant une barre à 4,88 mètres.
- 2009 :
  - (Athlétisme) : lors du meeting de Stockholm, l'Éthiopienne Meseret Defar bat le record du monde du 5 000 mètres en salle avec un temps de 14 min 24 s 37.
- 2010 :
  - (JO d'hiver) : à Vancouver au Canada 7e jour de compétition.
- 2014 :
  - (JO d'hiver) : à Sotchi en Russie 13e jour de compétition.
- 2015 :
  - (Cyclisme sur piste / (Championnats du monde) : début des Championnats du monde de cyclisme sur piste à Saint-Quentin-en-Yvelines en France.
- 2018 :
  - (Athlétisme) : lors des Championnats des États-Unis en salle, Christian Coleman établit un nouveau record du monde du 60 mètres avec un temps de 6 min 34 s.
  - (JO d'hiver) : à Pyeongchang en Corée du Sud, 11e jour de compétition.

## Naissances

### XIXesiècle
- 1890 :
  - Hector Tiberghien, cycliste sur route belge. Vainqueur de Paris-Tours 1919. († 16 août 1951).
- 1892 :
  - George Prodgers, hockeyeur sur glace puis entraîneur canadien. († 25 octobre 1935).
- 1898 :
  - Enzo Ferrari, pilote de courses automobile et industriel italien. Fondateur de la Scuderia Ferrari. († 14 août 1988).
  - Adolphe Jauréguy, joueur de rugby à XV français. (31 sélections en équipe de France). († 4 septembre 1977).

### XXesièclede1901à1950
- 1913 :
  - Louisette Texier, résistante lors de la Seconde Guerre mondiale et pilote de courses automobile française. († 20 juillet 2021).
- 1921 :
  - Alfredo Martini, cycliste sur route italien. († 25 août 2014).
- 1928 :
  - Tom Johnson, hockeyeur sur glace puis entraîneur canadien. († 21 novembre 2007).
- 1929 :
  - Pierre Colnard, athlète de lancer de poids français.
- 1932 :
  - Alphonse Halimi, boxeur français. Champion du monde de boxe poids coqs du 1er avril 1957 au 8 juillet 1959. († 12 novembre 2006).
- 1933 :
  - Bobby Robson, footballeur puis entraîneur anglais. (20 sélections en équipe nationale). Vainqueur de la Coupe UEFA 1981 et de la Coupe d'Europe des vainqueurs de coupe 1997. Sélectionneur de l'équipe d'Angleterre de 1982 à 1990 et de l'équipe de république d'Irlande de 2006 à 2007. († 31 juillet 2009).
- 1936 :
  - Dick Duff, hockeyeur sur glace puis entraîneur canadien.
  - Ab McDonald, hockeyeur sur glace canadien.
  - Jozef Vengloš, footballeur puis entraîneur tchécoslovaque puis slovaque. Sélectionneur de l'équipe d'Australie de 1967 à 1969, de l'équipe de Tchécoslovaquie de 1978 à 1982 et de 1988 à 1990, de l'équipe de Malaisie de 1986 à 1987, de l'équipe de Slovaquie de 1993 à 1995 puis de l'équipe d'Oman de 1996 à 1997.
- 1938 :
  - Manny Mota, joueur de baseball américain.
- 1947 :
  - Carlos Lopes, athlète de fond portugais. Médaillé d'argent du 10 000 m aux Jeux de Montréal 1976 puis champion olympique du marathon aux Jeux de Los Angeles 1984. Champion du monde de cross-country 1976, 1984, 1985. Détenteur du record du monde du marathon du 20 avril 1985 au 17 avril 1988.

### XXesièclede1951à2000
- 1952 :
  - Maurice Lucas, basketteur américain.
- 1954 :
  - Paul Rendall, joueur de rugby à XV puis entraîneur anglais. (28 sélections en équipe nationale).
- 1956 :
  - Rüdiger Abramczik, footballeur puis entraîneur allemand. (19 sélections en équipe nationale).
- 1957 :
  - Marita Koch, athlète de sprint est-allemande puis allemande. Championne olympique du 400 m et médaillée d'argent du relais 4×400 m aux Jeux de Moscou 1980. Championne du monde d'athlétisme du 200 m, des relais 4×100 m et 4×400 m 1983. Championne d'Europe d'athlétisme du 400 m et du relais 4×400 m 1978, 1982 et 1986. Détentrice du Record du monde du 200 m du 28 mai 1978 au 29 juin 1986 et du Record du monde du 400 m depuis le 6 octobre 1985.
- 1958 :
  - Giovanni Lavaggi, pilote de courses automobile italien.
- 1960 :
  - Bertrand Quentin, navigateur français.
  - Andy Moog, hockeyeur sur glace puis entraîneur canadien.
- 1963 :
  - Rob Andrew, joueur de rugby à XV puis entraîneur anglais. Vainqueur des Grand Chelem 1991, 1992 et 1995. (71 sélections en équipe nationale).
  - Anders Frisk, arbitre de football suédois.
  - Michel Der Zakarian footballeur puis entraîneur franco-arménien. (5 sélections avec l'équipe d'Arménie).
- 1966 :
  - Dimitri Konyshev, cycliste sur route soviétique puis russe. Vainqueur du Tour d'Autriche 1987.
- 1967 :
  - Roberto Baggio, footballeur puis entraîneur italien. Vainqueur de la Coupe UEFA 1993. (56 sélections en équipe nationale).
  - Colin Jackson, athlète de haies britannique. Médaillé d'argent du 110 m haies aux Jeux de Séoul 1988. Champion du monde d'athlétisme du 110 m haies 1993 et 1999. Champion d'Europe d'athlétisme du 110 m haies 1990, 1994, 1998 et 2002. Détenteur du Record du monde du 110 mètres haies du 20 août 1993 au 11 juillet 2006.
- 1969 :
  - Aleksandr Moguilny, hockeyeur sur glace soviétique puis russo-américain. Champion olympique aux Jeux de Calgary 1988. Champion du monde de hockey sur glace 1989.
- 1970 :
  - Massimo Taibi, footballeur italien.
- 1971 :
  - Thomas Bjørn, golfeur danois.
- 1972 :
  - Khalid Al Qassimi, pilote automobile de rallye-raid émirati.
  - Derrick Campbell, patineur de vitesse sur piste courte canadien. Champion olympique du relais 4×5 000m aux Jeux de Nagano 1998.
- 1973 :
  - Claude Makelele, footballeur puis entraîneur français. Vainqueur de la Ligue des champions 2002. (71 sélections en équipe de France).
- 1974 :
  - Jamey Carroll, joueur de baseball américain.
  - Ievgueni Kafelnikov, joueur de tennis russe. Champion olympique aux Jeux de Sydney 2000. Vainqueur de Roland Garros 1996, de l'Open d'Australie 1999 et de la Coupe Davis 2002.
- 1975 :
  - Amber Neben, cycliste sur route américaine. Championne du monde de cyclisme sur route du contre la montre individuel 2008 et 2016 puis championne du monde de cyclisme sur route du contre la montre par équipes 2012.
  - Gary Neville, footballeur puis entraîneur anglais. Vainqueur de la Ligue des champions de l'UEFA 1999 et 2008. (85 sélections en équipe nationale).
- 1976 :
  - Chanda Rubin, joueuse de tennis américaine.
- 1977 :
  - Antonio David Jiménez, athlète de steeple espagnol. Champion d'Europe d'athlétisme du 3 000m steeple 2002.
- 1979 :
  - Jean-Philippe Roy, skieur alpin canadien.
- 1981 :
  - Andreï Kirilenko, basketteur russe. Médaillé de bronze aux Jeux de Londres 2012. Champion d'Europe de basket-ball 2007.
- 1983 :
  - Roberta Vinci, joueuse de tennis italienne. Victorieuse des Fed Cup 2006, 2009, 2010 et 2013.
- 1984 :
  - Vernon Goodridge, basketteur américano-barbadien.
- 1985 :
  - Drissa Diakité, footballeur malien. (49 sélections en équipe nationale).
  - Brad Newley, basketteur australien.
  - Fabio Sabatini, cycliste sur route italien.
  - Jos van Emden, cycliste sur route néerlandais.
- 1986 :
  - Emily Chebet, athlète de fond kényane. Championne du monde de cross-country en individuelle et par équipe 2010 et 2013.
  - Anthony Pradalie, joueur franco-espagnol de rugby à XV.
- 1987 :
  - Jasmin Burić, footballeur bosnien. (1 sélection en équipe nationale)
- 1988 :
  - Bibras Natkho, footballeur israélien. (42 sélections en équipe nationale).
  - Alexandre Sidorenko, joueur de tennis français.
- 1989 :
  - Andrew Johnston, golfeur anglais.
  - Seilala Lam, joueur de rugby à XV samoan. (12 sélections en équipe nationale).
  - Sonja Petrović, basketteuse serbe.
- 1992 :
  - Bryan Dabo, footballeur français.
- 1993 :
  - Cédric André, basketteur français.
  - Kentavious Caldwell-Pope, basketteur américain.
- 1995 :
  - Nathan Aké, footballeur néerlandais.
  - Mikhail Kolyada, patineur artistique individuel russe.
  - Sarah Lahti, athlète de demi-fond suédoise.
  - Matheus Reis, footballeur brésilien.
- 1996 :
  - Tyler Dorsey, basketteur greco-américain. (3 sélections avec l'équipe de Grèce).
- 1997 :
  - Patrick Gamper, cycliste sur route autrichien.
- 2000 :
  - Zakaria Aboukhlal, footballeur néerlando-marocain. (15 sélections  avec l'équipe du Maroc).
  - Yiánnis Michailídis, footballeur grec.
  - Giacomo Raspadori, footballeur italien.

### XXIesiècle
- 2001 :
  - Aymen Boutoutaou, footballeur algérien.
  - Paddy Lane, footballeur nord-irlandais.
  - Vladimir Litvintsev, patineur artistique individuel azerbaïdjanais.
- 2004 :
  - Darko Gyabi, footballeur anglais.
- 2007 :
  - Siyabonga Mabena, footballeur sud-africain.

## Décès

### XXesièclede1901à1950
- 1933 :
  - James J. Corbett, 66 ans, boxeur américain. Champion du monde de boxe poids lourds de 1892 à 1897. (° 1er septembre 1866).
- 1939 :
  - Alice Simpson, 39 ans, joueuse de tennis britannique. (° 1er janvier 1860).
- 1944 :
  - Alexander Herd, 75 ans, golfeur écossais. Vainqueur de l'Open britannique 1902. (° 24 avril 1868).
- 1945 :
  - Fay Moulton, 68 ans, athlète de sprint américain. Médaillé de bronze du 60 m aux Jeux de Saint-Louis 1904. (° 7 avril 1876).

### XXesièclede1951à2000
- 1955 :
  - Charles Crupelandt, 68 ans, cycliste sur route français. Vainqueur des Paris-Roubaix 1912 et 1914. (° 23 octobre 1886).
- 1960 :
  - Lewis Sheldon, 85 ans, athlète de sauts américain. Médaillé de bronze de la hauteur sans élan et du triple-saut aux Jeux de Paris 1900. (° 9 juin 1874)
- 1962 :
  - Erik Granfelt, 78 ans, gymnaste et footballeur suédois. Champion olympique du concours par équipes aux Jeux de Londres 1908. (° 17 novembre 1883).
- 1987 :
  - Léopold Fabre, 80 ans, joueur de rugby à XV et à XIII français. (1 sélection avec l'Équipe de France de rugby à XV). (° 6 février 1907).

### XXIesiècle
- 2001 :
  - Dale Earnhardt, 49 ans, pilote de courses automobile américain. (° 29 avril 1951).
  - Eddie Mathews, 69 ans, joueur de baseball puis dirigeant sportif américain. (° 13 octobre 1931).
- 2007 :
  - Félix Lévitan, 95 ans, journaliste sportif français et directeur du Tour de France de 1962 à 1986. (° 12 octobre 1911).
- 2008 :
  - Mickey Renaud, 19 ans, hockeyeur sur glace junior canadien. (° 5 octobre 1988).
- 2014 :
  - Kristof Goddaert, 27 ans, cycliste belge. (° 21 novembre 1986).
- 2015 :
  - Claude Criquielion, 58 ans, cycliste sur route belge. Champion du monde de cyclisme sur route 1984. Vainqueur de la Flèche wallonne 1985 et 1989, du Tour de Romandie 1986 et du Tour des Flandres 1987. (° 11 janvier 1957).
- 2017 :
  - Nadiya Olizarenko, 63 ans, athlète de demi-fond soviétique puis ukrainienne. Championne olympique du 800m et médaillée de bronze du 1 500m aux Jeux de Moscou 1980. Championne d'Europe d'athlétisme du 800m 1986. (° 28 novembre 1953).